# Cynthia
Cynthia ist ein weiblicher Vorname.

## Herkunft und Bedeutung
Cynthia kommt vom griechischen Kynthia, einem Beinamen der griechischen Göttin Artemis, „(die) vom Berg Kynthos Kommende“.

## Varianten
- Cindy
- Cinzia (italienisch)
- Syntia (poln.)[1]

## Namensträgerinnen
- Edwina Cynthia Annette Ashley (1901–1960), britische Adlige
- Cynthia Addai-Robinson (* 1985), US-amerikanische Schauspielerin
- Cynthia Carroll (* 1957), US-amerikanische Geschäftsfrau
- Cynthia Clark (* 1986), kanadische Biathletin
- Cynthia Cleese (* 1971), britisch-US-amerikanische Schauspielerin
- Cynthia Cooper (* 1963), US-amerikanische Basketballspielerin
- Cynthia Cosima (* 1995), deutsche Schauspielerin
- Cynthia Blanche Curzon (1898–1933), britische Politikerin
- Cynthia Dale (* 1961), kanadische Schauspielerin
- Cynthia Erivo (* 1987), britische Schauspielerin und Sängerin
- Cynthia Ettinger, US-amerikanische Schauspielerin
- Cynthia Flood (* 1940), kanadische Schriftstellerin
- Cynthia Gibb (* 1963), US-amerikanische Schauspielerin
- Cynthia Hardy (* 1956), kanadische Soziologin und Hochschullehrerin
- Cynthia Lennon (1939–2015), britische Autorin, Mutter von Julian Lennon
- Cynthia Lummis (* 1954), US-amerikanische Politikerin
- Cynthia Lynn (1936–2014), lettisch-US-amerikanische Schauspielerin
- Cynthia Maung (* 1959), Ärztin in Myanmar
- Cynthia McLeod (* 1936), surinamische Schriftstellerin
- Cynthia McKinney (* 1955), US-amerikanische Politikerin
- Cynthia Micas (* 1990), deutsche Schauspielerin
- Cynthia Nixon (* 1966), US-amerikanische Schauspielerin
- Cynthia Ozick (* 1928), US-amerikanische Schriftstellerin
- Cynthia Ann Parker (1827–1870), US-amerikanische Siedlerin
- Cynthia Payne (1932–2015), britische Partyveranstalterin
- Cynthia Plaster Caster (1947–2022), US-amerikanisches Groupie
- Cynthia Preston (* 1968), kanadische Schauspielerin
- Cynthia Rhodes (* 1956), US-amerikanische Schauspielerin
- Cynthia Rothrock (* 1957), US-amerikanische Schauspielerin
- Cynthia Stevenson (* 1962), US-amerikanische Schauspielerin
- Cynthia Thompson (1922–2019), jamaikanische Sprinterin
- Cynthia Uwak (* 1986), nigerianische Fußballspielerin
- Cynthia Voigt (* 1942), US-amerikanische Jugendbuchautorin
- Cynthia Wade (* 1967), US-amerikanische Dokumentarfilmerin
- Cynthia Watros (* 1968), US-amerikanische Schauspielerin
- Cynthia Weil (1940–2023), US-amerikanische Komponistin und Musikproduzentin
- Cynthia Wu (* 1978), taiwanische Politikerin
- Cynthia Schleiffer 1987, (Geschäftsfrau, sowie Springreiterin & Concour Comple Reiterin).